# Podatek wspólny
Podatek wspólny – to podatek, który zasila częściowo budżet państwa, jak i budżet samorządu terytorialnego.
Przykładem takich podatków jest podatek dochodowy od osób fizycznych oraz podatek dochodowy od osób prawnych.